# 10066 Pihack
10066 Pihack è un asteroide della fascia principale. Scoperto nel 1988, presenta un'orbita caratterizzata da un semiasse maggiore pari a 2,1965865 au e da un'eccentricità di 0,2022631, inclinata di 3,50943° rispetto all'eclittica.
L'asteroide è dedicato all'astronomo amatoriale canadese Brian Pihack.